# 黄体叶鰕虎鱼
黄体叶鰕虎鱼（学名：Gobiodon okinawae）为輻鰭魚綱鱸形目鰕虎亞目鰕虎鱼科叶鰕虎鱼属的鱼类。分布于西太平洋日本琉球群島至澳洲大堡礁、帛琉、密克羅尼西亞海域，體長可達3.5公分，属于暖水性鱼类，其多栖息于珊瑚丛中，生活習性不明，可做為觀賞魚。